# مسجد آبي ميلز

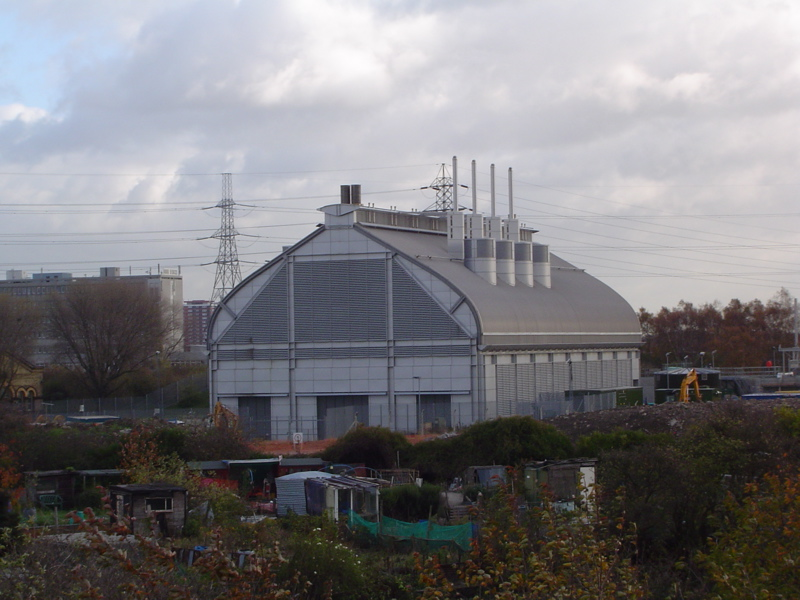
محطة ضخ آبي ميلز الجديدة المجاورة للموقع المقترح للمسجد.

مسجد آبي ميلز (بالإنجليزية: Abbey Mills)‏ ومعروف أيضاً باسم مسجد إلياس (بالإنجليزية: Masjid-e-Ilyas)‏، هو مسجد يقع في ستراتفورد شرق لندن بإنجلترا في المملكة المتحدة. وقد اقترح لتوسيعه إلى مجمع إسلامي كبير بمساحة 18 فدان (7.3 هكتار). وكان المبنى الأساسي يعتبر أكبر مبنى ديني في بريطانيا وأكبر مسجد في أوروبا. ولهذا السبب غالباً ما كان يُشار إليه بشكل غير رسمي في الصحافة باسم «المسجد العملاق» (بالإنجليزية: Mega-Mosque)‏.